# Inder Kumar
Inder Kumar (Indore, 26 augustus 1973 – Mumbai, 28 juli 2017), was een Indiaas acteur die met name in de Hindi filmindustrie actief was.

## Biografie
Kumar maakte zijn debuut als hoofdrolspeler in 1996 met de film Masoom. Hij had een veelbelovende start van zijn carrière, hij speelde in een bijrol in een aantal opmerkelijke films zoals Khiladiyon Ka Khiladi (1996), Ghoonghat (1997), Kahin Pyaar Na Ho Jaaye (2000), Gaja Gamini (2000), Maa Tujhhe Salaam (2002) en Tumko Na Bhool Paayenge (2002). Hij verscheen na 2000 ook in televisie series.
Zijn carrière begon te lijden toen hij twee jaar bedlegerig was vanwege een gebroken wervel door een val van een helikopter terwijl hij zijn eigen stunt deed op de set van Maseeha (2002). Na zijn herstel keerde hij terug in de Bengaalse film Agnipath (2005), die flopte. Na verschillende flops probeerde hij in 2009 een terugkeer te maken met zijn rol als Salman Khan's vriend in Wanted, wat een kaskraker was.
Op 28 juli 2017 overleed Inder Kumar na een hartstilstand in zijn woning in Mumbai. Na zijn overlijden werden Phati Padi Hai Yaar! (2019) en Its My Life (2020) nog uitgebracht. Kumar liet twee dochters na, Kushi (2003) uit zijn eerste huwelijk en Bhavana (2014) uit zijn derde huwelijk.

## Filmografie

### Films
| Jaar | Film                    | Rol                              | Opmerking                           |
| ---- | ----------------------- | -------------------------------- | ----------------------------------- |
| 1996 | Khiladiyon Ka Khiladi   | Ajay Malhotra                    |                                     |
| 1996 | Masoom                  | Akash                            |                                     |
| 1997 | Ghoonghat               | Vijay                            |                                     |
| 1998 | Tirchhi Topiwale        | Amit Mehra                       |                                     |
| 1998 | Dand Nayak              | Karan                            |                                     |
| 2000 | Baaghi                  | Suryaprakash Vidyashankar Pandey |                                     |
| 2000 | Kunwara                 | Ajay                             |                                     |
| 2000 | Kahin Pyaar Na Ho Jaaye | Rahul Puglia                     |                                     |
| 2000 | Gaja Gamini             | Kamdev                           |                                     |
| 2002 | Maa Tujhhe Salaam       | kapitein Irshad Khan             |                                     |
| 2002 | Tumko Na Bhool Paayenge | Inder Saxena                     |                                     |
| 2002 | Hathyar                 | Amar Rane                        |                                     |
| 2002 | Maseeha                 | Shiva                            |                                     |
| 2002 | Kaaboo                  | Shankar/ Tiger                   |                                     |
| 2005 | Agnipath                | Vijay Mukherjee                  | Bengaalse film                      |
| 2006 | Aryan – Unbreakable     | Ranjeet Singh                    |                                     |
| 2009 | Paying Guests           | Murli                            |                                     |
| 2009 | Wanted                  | Ajay Shekhawat                   |                                     |
| 2011 | Yeh Dooriyan            | Aditya Nagpal                    |                                     |
| 2017 | Manus Ek Mati           |                                  | Marathi film, in nummer "Bebo Bebo" |
| 2017 | Chhoti Si Guzaarish     | Param                            | korte film                          |
| 2018 | Phati Padi Hai Yaar!    | Rushi                            |                                     |
| 2020 | Its My Life             | zwager van Abhishek              | gastoptreden                        |

### Televisie
| Jaar | Programma                      | Rol           |
| ---- | ------------------------------ | ------------- |
| 2001 | Rangoli                        | presentator   |
| 2002 | Kyunki Saas Bhi Kabhi Bahu Thi | Mihir Virani  |
| 2005 | CID                            | Inder Narayan |
| 2012 | kahani chandrakanta ki         | Mangal Singh  |
| 2013 | Fear Files                     | Sushant       |